# Lost World – Zenseiki
Lost World – Zenseiki (jap. ロスト・ワールド<前世紀> Rosuto wārudo <Zenseiki>) – manga autorstwa Osamu Tezuki, wydana w 1948 roku nakładem wydawnictwa Fuji Shobō.
Jest to pierwsze dzieło z tego, co uznaje się za wczesną trylogię science fiction Osamu Tezuki, składającą się z Lost World – Zenseiki (1948), Metropolis (1949) i Kitarubeki sekai (1951). Choć są to oddzielne, samodzielne historie, często są wydawane razem w zbiorczych reedycjach.

## Fabuła
Nowa planeta zaczyna zbliżać się do Ziemi. Naukowcy, nie mając o niej żadnych informacji, decydują się wyruszyć w kosmos, by zbadać panujące na niej warunki i odkryć ewentualnych mieszkańców. Na miejscu okazuje się, że planeta przypomina starożytną Ziemię i jest zamieszkana przez dinozaury. Planeta, nazwana Mamango, oderwała się od Ziemi 5 milionów lat temu i wraca po raz pierwszy od tamtej pory. Wkrótce członkowie misji odkrywają, że na pokładzie ich statku kosmicznego ukryli się przestępcy, którzy przybyli na Mamango z własnymi, nikczemnymi zamiarami.